# Міксоматоз
Міксоматоз — гостре вірусне високо контагіозне захворювання зайцеподібних, що характеризується серозно-гнійним кон'юнктивітом і утворенням пухлин в області голови, ануса та зовнішніх статевих органів. Захворювання завдає дуже великої економічної шкоди кролівництву по всьому світу.

## Збудник
Збудником захворювання є вірус міксоми Myxomatosis cuniculorum[джерело?], що належить до роду лепорипоксвірусів, сімейство поксвірусів (Poxviridae). Існує багато штамів цього вірусу з різною вірулентністю. Міксоматоз передається в першу чергу через укуси комахами — блохами, мухами, кліщами, вошами, комарами тощо. В комахах-господарях вірус не розмножується, а тільки переноситься. Тому сезонність спалахів хвороби зумовлена наявністю комах-переносників. Патогенність для людини та інших видів тварин не встановлено.

## Історія
Це захворювання вперше описали Джузеппе Санареллі та Альфонсо Сплендоре в Уругваї та Бразилії (роботи 1896—1909 рр.). Автори встановили, що носієм вірусу був один із місцевих видів зайцеподібних, що виробив несприйнятливість до нього. У 1950-ті роки міксоматоз був цілеспрямовано завезений для боротьби з дикими кроликами спочатку в Австралію, що призвело до скорочення кролячої популяції, а потім до Франції, де процес вийшов з-під контролю, і вірус міксоматозу поширився по всій Європі, через що в 1952 році було зафіксовано спустошливі епізоотії. В 1967 році епізоотія повторилась. Однак надалі штам збудника став слабопатогенним та летальність від вірусу знизилася. З моменту відкриття вірус мутував і має багато різновидів, якщо в Америці має місце Каліфорнійський штам, то в Європі поширені штами Невромаксама і Ноттінгемський.

## Симптоми
Інкубаційний період може тривати від 2 до 20 днів. Зазвичай у хворих кроликів спостерігаються набряки шкіри голови, вух, підгрудка, статевих органів. Часто з'являються невеликі нариви, які поступово збільшуються та розкриваються, виділяючи гній. Легені набрякають і запалюються. Збільшуються лімфатичні вузли та селезінка.

## Лікування
Лікування не проводиться. Тільки вакцинація вакцинами проти міксоматоза кролів. Також проводять дезинфекцію крільчатників, приміщень та інвентаря. Для відлякування комах застосовують репеленти.

## Імунітет
Кролики і зайці, що вижили після міксоматозу, набувають практично довічного імунітету до цієї хвороби. Їхній приплід стійкий до зараження міксоматозом до 5-тижневого віку.

## Вакцинація
Правильна вакцинація проводиться з місячного віку з повтором через 3 місяці (ревакцинація). Щеплюють тварин до масового льоту комах в кінці квітня чи на початку травня. Вагітних самиць вакцинують у будь-який період вагітності. Після введення вакцин з 3-го дня формується стійкий до вірусу імунітет з тривалістю не менше 12 місяців. Кожного кролика прищеплюють окремою голкою. Хворих кроликів не вакцинують. Зберігають вакцину у сухому та темному місці при температурі 2—8 °C.